# أولغا كوماندر
أولغا أليدا ديفيرا كوماندور (من مواليد 30 أكتوبر 1958) هي مذيعة تلفزيونية هولندية ورياضية في سباقات المضمار والميدان. شاركت في سباق 400 متر حواجز في دورة الألعاب الأولمبية الصيفية 1984، لكنها فشلت في الوصول إلى النهائي. فازت بخمسة ألقاب وطنية في هذا الحدث في أعوام 1979 و1980 و1981 و1983 و1984. كما فازت بميداليات ذهبية في سباق 800 متر في بطولة أوروبا للناشئين لألعاب القوى عام 1975 والبطولة الوطنية عام 1977.
غابت عن دورة الألعاب الأولمبية الصيفية 1976 بسبب الإصابات التي استمرت حتى عودتها في 1977-78. في أوائل عام 1979 ركزت على الخماسي (ولاحقًا السباعي) في الألعاب الأولمبية الصيفية 1980. شاركت في حدث في بطولة العالم لألعاب القوى 1980 ولاحقًا في الألعاب الأولمبية الصيفية 1984، لكنها فشلت في الوصول إلى النهائيات.
بعد سنوات قليلة من الألعاب تقاعدت من المسابقات بسبب الإصابات وبدأت حياتها المهنية كشخصية تلفزيونية وإذاعية. بين عامي 1984 و1991 شاركت في البرنامج الإذاعي للتمارين الصباحية "NOS Sport". في عام 1987 تزوجت من غاب ديكر وانتقلت إلى أمستلفين. وللزوجين طفلان.